# إدوين جاي هيل
إدوين جاي هيل (بالإنجليزية: Edwin Joseph Hill) هو بحار أمريكي، ولد في 4 أكتوبر 1894 في فيلادلفيا في الولايات المتحدة، وتوفي في 7 ديسمبر 1941 في بيرل هاربر في الولايات المتحدة.